# Графство Шваленберг
Графството Шваленберг (на немски: Grafschaft Schwalenberg) на графовете на Шваленберг (Grafen von Schwalenberg) е историческа средновековна територия в днешната област Северен Рейн-Вестфалия-Северен Хесен в Германия.

## История
Членовете на фамилията първо са графове, зависими от Билунгите и Велфите. За пръв път те се появяват през 1031 г. с един граф Видекинд във Ветигау, но първият доказан от фамилията е едва Видекинд I († 1136/1137) от 1127 г. граф на Шваленберг.
Тяхната резиденция първо е в замък Олденбург при Мариенмюнстер, построен през 1100 г.
Постепенно те получават права над територии и съдилища и на края имат собственост между Херфорд и Хьокстер и около Корбах и Валдек. През 1180 г. Шваленбергите стават най-могъщият род между Херфорд и Хьокстер. От 1124 до 1189 г. те са фогти на манастир Падерборн. Те са също вице-фогти на Корвей и фогти на Хьокстер. През 1189 г. Витекинд III фон Валдек продава фогтая Падерборн на манастир Абдингхоф, за да финансира участието си в третия кръстоносен поход. Понеже той не се връща от този кръстоносен поход светкото господство отива на епископа.
Граф Фолквин IV фон Шваленберг († 1249/1255), женен от пр. 1239 г. за Ерменгард фон Шварцбург († 22 март 1274), построява през 1225 г. замък Шваленберг и основава град Шваленберг, западно от горен Везер. Членове на рода участват през 1225 г. в убийството на архиепископ Енгелберт I от Кьолн. За опрощение на греховете братята Фолквин IV фон Шваленберг и Адолф I фон Валдек подаряват двата манастира Мариентал (Нетце) в земите на Валдек и Фалкенхаген при Люгде. От родът произлизат и няколко епископа на Падерборн.
През 13 век започва разделянето на различни линии. Първата линия е Пирмонт, която съществува между 1194 и 1495 г. От линията Валдек от 1219 г. произлиза Графство Валдек. Последното разделяне е линията Щернберг, която съществува между 1243 и 1377 г. Оттогава графството Шваленберг има само неголямата собственост близо до замък Шваленберг. След смъртта на последния граф Хайнрих VIII остатъкът от собствеността през 1365 г. отива на господарите на Липе и на манастир Падерборн.

## Графове
- Видекинд I († 11 юни 1136/1137)
- Фолквин II (* 1125; † 1177/78)
- Витекинд III († 1189)
- Херман I (* ок. 1163; † ок. 1224)
- Хайнрих I († пр. 21 септември 1214)
- Фолквин IV (* ок. 1190; † ок. 1249/1250)

## Членове на фамилията
- Витекинд II фон Шваленберг († 1188/1189), от 1184 граф на Пирмонт
- Фолквин IV фон Шваленберг († 1249/1255), 1216 граф на Валдек
- Адолф I (Валдек и Шваленберг) († 3 октомври 1270), 1228 до 1270 граф на Валдек
- Хайнрих I фон Шваленберг († 1279), от 1243 граф на Щернберг
- Фолквин V фон Шваленберг (* ок. 1240/1245; † 4 май 1293), от 1275 епископ на Минден
- Гюнтер I фон Шваленберг, 1277 до 1278 архиепископ на Магдебург и 1307 до 15 май 1310 епископ на Падерборн